# Head
head（ヘッド）はUNIXおよびUNIX系のシステムでテキストファイルやパイプ上のデータの冒頭から数行を表示するプログラムである。コマンドの文法は以下の通り。
```
head [options] <file_name>
```

デフォルトでは、head は入力の先頭10行を標準出力に表示する。表示すべき行数はコマンド行オプションで変更できる。以下の例では filename の先頭20行を表示する。
```
head -n 20 
filename
```

次は、名前が foo* で始まる全てのファイルの先頭5行を表示する。
```
head -n 5 
foo*
```